# Wspólnota Kościoła Chrześcijan Baptystów w Pasłęku
Wspólnota Kościoła Chrześcijan Baptystów w Pasłęku – placówka Kościoła Chrześcijan Baptystów znajdujący się w Pasłęku, przy ulicy 3 Maja 32/2.
Nabożeństwa odbywają się w każdą niedzielę o godzinie 17:00.